# Большие Павицы
Большие Павицы — деревня в северной части Порховского района Псковской области. Входит в состав сельского поселения «Павская волость».
Расположена в 40 км к северу от города Порхов и в 2 км к востоку от волостного центра, села Павы.
Численность населения деревни по состоянию на 2000 год составляла 16 жителей.